# چولپن خاماتووا
چولپن خاماتووا (روسی: Чулпа́н Наи́левна Хама́това؛ زادهٔ ۱ اکتبر ۱۹۷۵) هنرپیشه سینما، تئاتر و تلویزیون اهل روسیه با اصالت تاتار است. نام وی، چولپن در زبان تاتاری به معنای «ستاره صبح» (زهره) است. این هنرپیشه از سال ۱۹۹۸ میلادی تاکنون مشغول فعالیت بوده‌است.

## گزیده فیلم‌شناسی
از فیلم‌هایی که وی در آن نقش داشته‌است، می‌توان به سقوط امپراتوری،‌ خداحافظ لنین، گارگین نژده و جسم خارجی اشاره کرد.